# Kamachal-e Pain Mahalleh
Kamachal-e Pain Mahalleh (em persa: كماچال پائين محله, também romanizada como Kamāchāl-e Pā’īn Maḩalleh; também conhecida como Kamāchāl) é uma aldeia do distrito rural de Kisom, situada no distrito central de Astaneh-ye Ashrafiyeh, na província de Gilan, no Irã. No censo de 2006, sua população era de 306, em 97 famílias.